# Чернятинці
Черня́тинці — село в Україні, в Уланівській сільській громаді Хмільницького району Вінницької області. Населення становить 433 особи.

## Пам'ятки
- Гідрологічний заказник місцевого значення Снивода.